# Фуртоуг
Фуртоуг (ингуш. Фуртовг) — средневековое башенное поселение в Ингушетии. Расположено в Джейрахском районе. Ныне представляет собой покинутое село, административно находящееся в составе сельского поселения Джейрах. На территории поселения имеется множество исторических объектов средневековой ингушской архитектуры: одна боевая башня (вӀов), одна полубоевая и четыре жилых башен (гӀала), а также 6 склеповых могильников, мавзолей Дуго Ахриева и святилище Дик-Сели. В настоящее время данные объекты и вся территория поселения входят в Джейрахско-Ассинский государственный историко-архитектурный и природный музей-заповедник и находятся под охраной государства.

## География
Расположено в Джейрахском ущелье, на вершине отрога Столовой горы, на правом берегу реки Армхи (Кистинка). На территории селения находится Фуртоугский водопад, который носит имя Д. И. Менделеева.
На севере и северо-востоке в 2.5 км находятся горы Дикдук и Мятлом, на востоке ― Бэрыр-гала и Духаргишт, на юго-востоке ― Джейрах, на юге ― Эзми и Пхамат, на западе ― въездная арка в Джейрахский район, после которой открывается Военно-Грузинская дорога и селение Чми.

## История

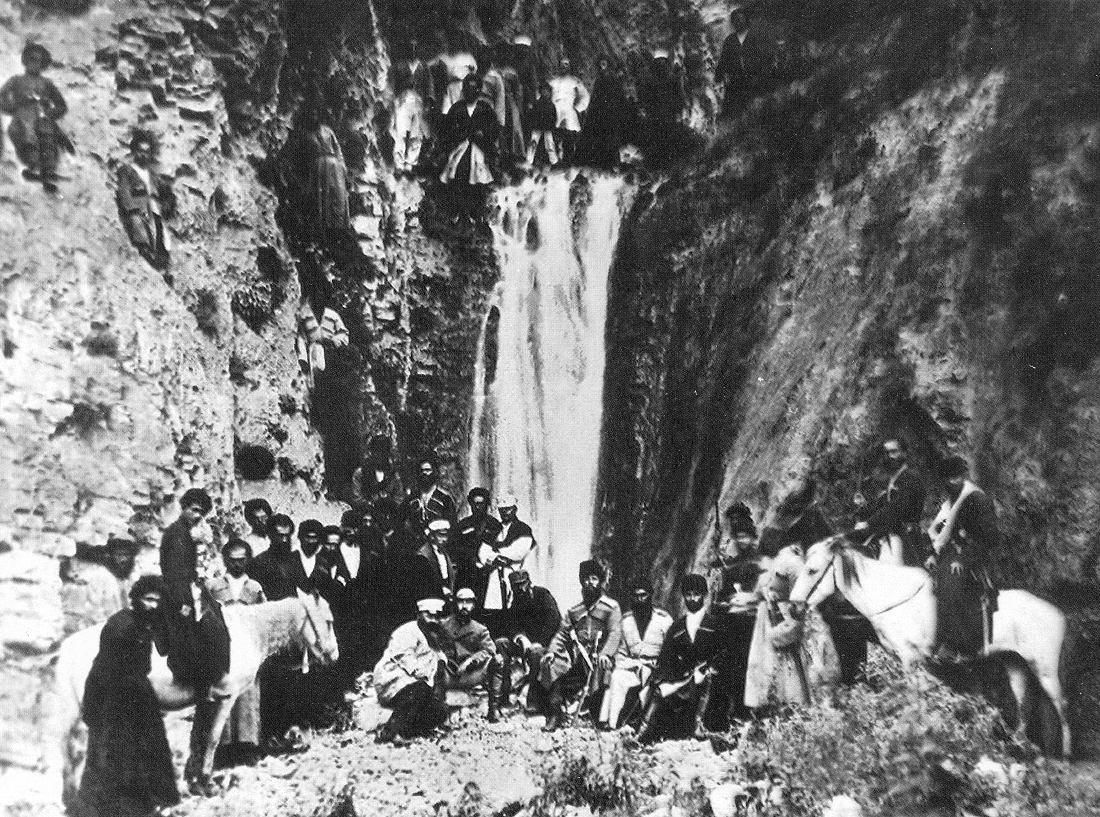
Д. И. Менделеев вместе с горцами-ингушами у Фуртоугского водопада.

В расположенных в Фуртоуге некрополях из подземных каменных ящиков и катакомбных захоронений обнаружены бронзовые браслеты, зеркала, серьги, перстни и керамика IX века. В XVIII веке в Фуртоуге жили известные на Кавказе строители башен, культовых и погребальных сооружений Дуго Ахриев, Дяци Льянов и Хазби Цуров. Дуго Ахриев похоронен в мавзолее.
Во второй половине 18 века сюда переселились осетины из рода Цуровых и Льяновых, которые впоследствии ассимилировались с местным населением. В июле 1880 года в Фуртоуг во главе геологической экспедиции приехал знаменитый русский ученый Д. И. Менделеев.
15 мая 1981 года в родном доме Гапура Ахриева в Фуртоуге открылся мемориальный музей. Тут собраны предметы старины, настоящий очаг, на котором горцы готовили пищу, кухонная утварь, а также старые фотографии и документы. Из Фуртоуга ведут своё происхождение ингушские тайпы: Ахриевы, Боровы.

## Население
| 2010 | 2024 |
| ---- | ---- |
| 0    | ↗2   |

## Инфраструктура
В селе одна улица — Боди-Хаджи. Здесь расположен дом-музей имени Гапура Ахриева.

## Известные уроженцы
- Чах Ахриев (1850—1914) — первый ингушский этнограф, краевед и юрист[8];
- Гапур Ахриев (1890—1920) — один из руководителей борьбы за Советскую власть на Северном Кавказе.
- Хаджи-Бекир Ахриев (1895—1940) — скульптор, первый профессиональный художник Ингушетии.
- Ахриев Рашид-Бек Чахович (1895—1942) — первый летчик-ингуш, вошёл в историю как «Первый лётчик Таджикистана»[9].

## Галерея

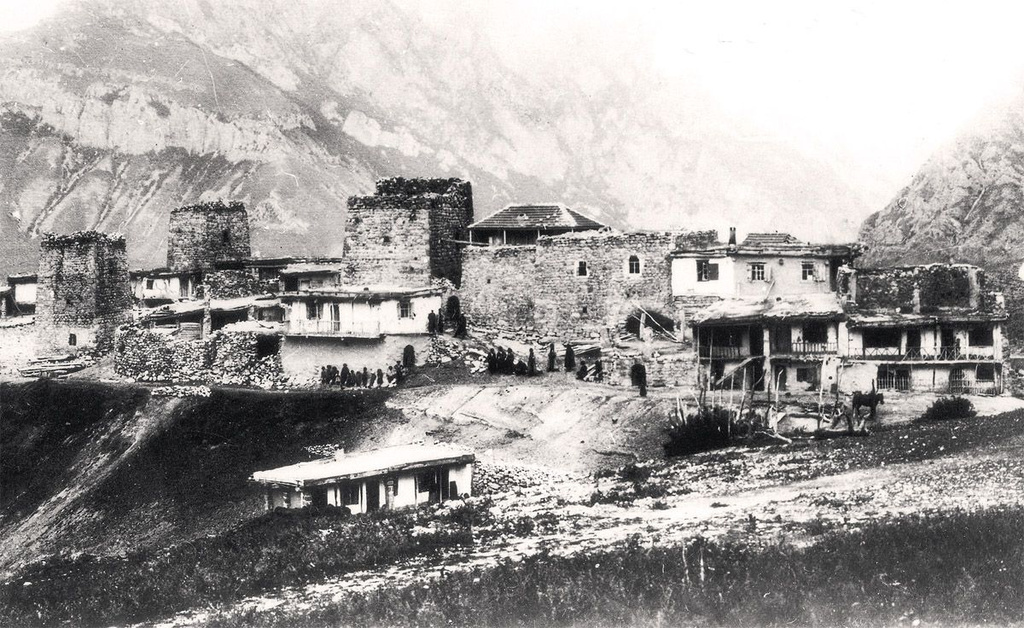
Селение Фуртоуг. Начало XX века.
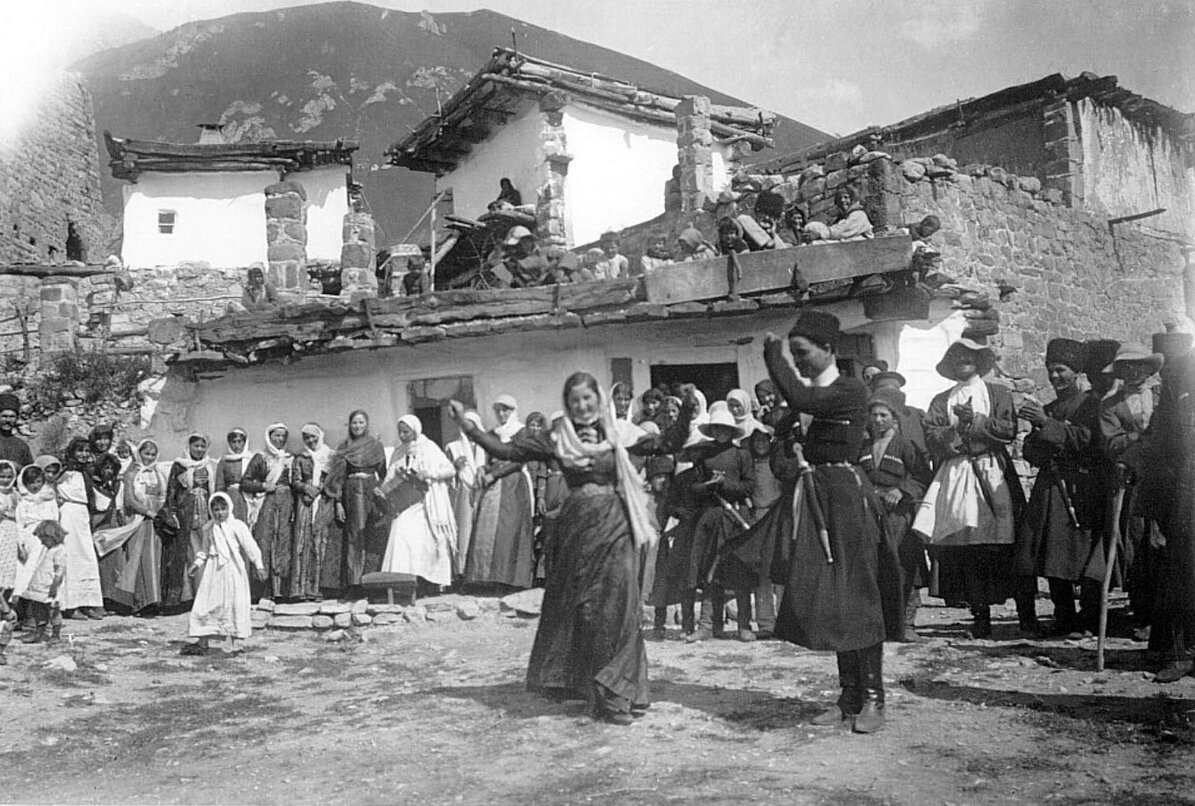
Свадьба в Фортоуге. Начало XX века.
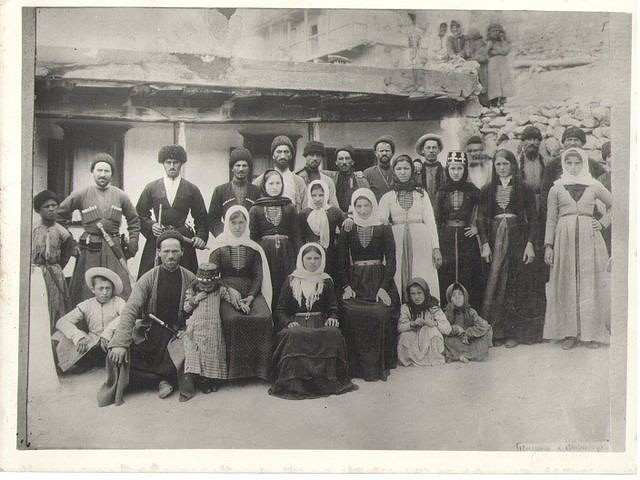
Ахриевы, с. Фуртоуг. Фото 1920-х гг.
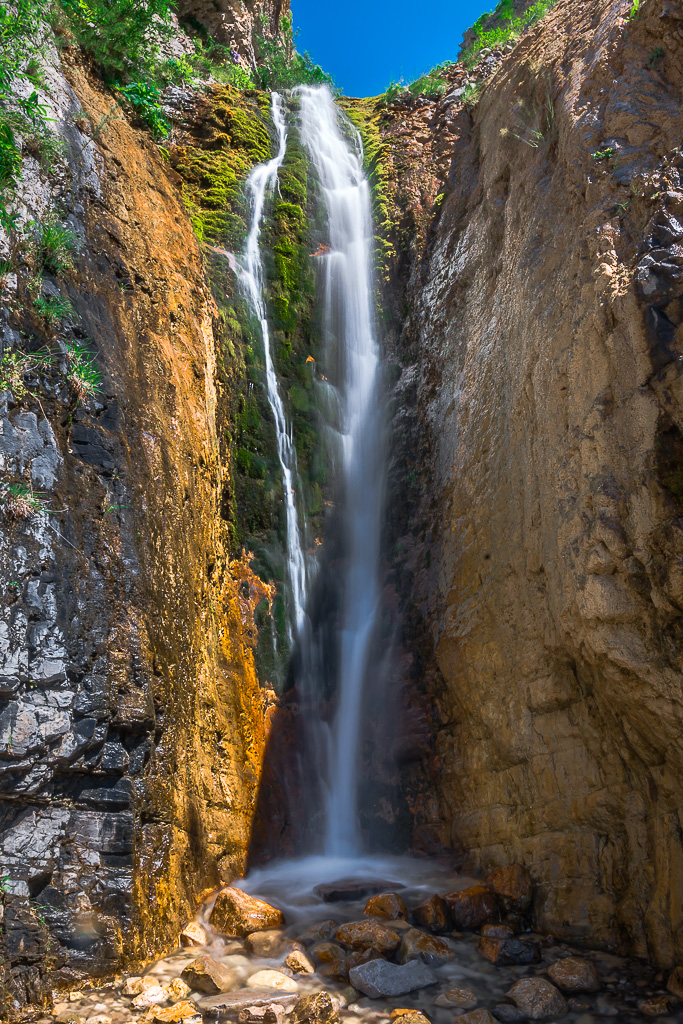
Фуртоугский водопад